# Епархия Бельско-Живеца
Епархия Бельско-Живеца (лат. Dioecesis Bielscensis-Zyviecensis) — епархия Римско-Католической церкви с центром в городе Бельско-Бяла, Польша. Епархия Бельско-Живеца входит в митрополию Кракова. Кафедральным собором епархии Бельско-Живеца является церковь святого Николая. В городе Живец находится сокафедральный собор Рождества Пресвятой Девы Марии.

## История
25 марта 1992 года Римский папа Иоанн Павел II издал буллу Totus tuus Poloniae populus, которой учредил епархию Бельско-Живеца, выделив её из архиепархии Катовице и архиепархии Гнезно.

## Ординарии епархии
- епископ Тадеуш Ракочий (25.03.1992 — 16.11.2013);
- епископ Роман Пиндель (16.11.2013 — по настоящее время).

## Источник
- Annuario Pontificio, Libreria Editrice Vaticana, Città del Vaticano, 2003, ISBN 88-209-7422-3
- Булла Totus Tuus Poloniae populus, AAS 84 (1992), стp. 1099  (лат.)